# 朝倉崇
朝倉 崇（あさくら そう、7月18日 - ）は、日本の男性声優。東京都出身。

## 人物
以前はオフィスもり、ザ・ユニバース、アトミックモンキーに所属していた。
中音、低音の響きのある声を持つ。
趣味はフィルムカメラ、バスケットボール、野球、バドミントン、テニス。特技は牛の乳搾り。

## 出演作品

### テレビアニメ
- THE UNLIMITED 兵部京介（監視者）
- 爆TECH!爆丸（ギフジンリュウ）

### 劇場アニメ
- 茄子 スーツケースの渡り鳥

### ゲーム
- ドカポンキングダム
- フィットネス パーティ ボクササイズ

### ナレーション
- 磯山さやかの「流行発信☆磯山ランド」（BS日テレ）
- BSスポーツLIVE&DREAM（BS日テレ）
- 町田市広報TV『まちテレ』
- ラーメニア★ニッポン!（千葉テレビ）
- モーニングバード!（テレビ朝日）
- NEO決戦バラエティ キングちゃん（テレビ東京）
- 1分入魂（日本テレビ）
- そこに山があるから（2023年8月2日、BS朝日）
- 千鳥の鬼レンチャン（2024年6月9日 - 、フジテレビ）

### 吹き替え
- WITHOUT A TRACE/FBI 失踪者を追え!
- ヤング・ジャスティス